# Streetgäris
Streetgäris, ofta skrivet StreetGäris, är en partipolitiskt och religiöst obunden förening i Sverige för personer som definierar sig som kvinna eller icke-binär. Den består (2017) av över 8 000 medlemmar från hela landet. Streetgäris bildades 2013 och erbjuder en plattform för att stödja varandra genom syskonskap, inspiration och kompetensutbyte. Nätverket är framför allt en virtuell mötes- och diskussionsplats via Streetgäris Facebooksida men det arrangeras även fysiska möten och publika aktiviteter. 
Gäri, som uttalas med hårt G, är slang för tjej. I Streetgäris står gäri för alla medlemmar oavsett kön, både kvinnor och icke-binära.

## Verksamhet
Streetgäris främsta verksamhet är det nationella nätverket som verkar framför allt på nätet men även genom fysiska möten. På nätverkets Facebooksida diskuteras aktuella politiska, ekonomiska, sociala och kulturella frågor. 
Streetgäris arrangerar även publika events såsom seminarier om feminism, workshops i spoken word och initiativet "Pensionsrättvisa".

## Medverkan i media (i urval)
Streetgäris är aktiva opinionsbildare, med debattartiklar, intervjuer och offentliga diskussioner.

## Källa
1. 1 2  ”Om StreetGäris”. StreetGäris. 13 januari 2014. Arkiverad från originalet den 7 juli 2016. https://archive.is/20160707075145/https://streetgaris.wordpress.com/about/. Läst 7 juli 2016.
2. 1 2  
TALET där man får lyssna till berättelser om drömmar, hopp och kamp. I varje avsnitt får du höra en berättelse följt av ett eftersnack. Säsongerna släpps under sommaren. Lyssna där poddar finns. 

Sholeh Irani (5 mars 2014). ”#8mars: "Feminism" som samtalsämne i Husby”. Feministiskt Perspektiv. https://feministisktperspektiv.se/2014/03/05/feminism-som-samtalsamne-i-husby/. Läst 7 juli 2016.
3. ↑  ”Spoken Word i Husby”. Institutionen för data- och systemvetenskap, Stockholms universitet. 15 mars 2014. http://dsv.su.se/omdsv/nyheter/spoken-word-i-husby-1.170982. Läst 7 juli 2016.[död länk]
4. ↑  Sam Linderoth (25 april 2016). ”De tar upp kampen mot orättvisa pensioner”. ETC. http://www.etc.se/inrikes/de-tar-upp-kampen-mot-orattvisa-pensioner. Läst 7 juli 2016.
5. ↑  Banar Sabet, Ronak Moaf, Sara Bessa, Elina Kabir (8 maj 2014). ”Varje flicka ska få gå i skola”. Aftonbladet. http://www.aftonbladet.se/debatt/article18846208.ab. Läst 7 juli 2016.
6. ↑  Banar Sabet, Vian Tahir (4 juni 2015). ”Förtrycket finns inte bara i Husby”. Aftonbladet. http://www.aftonbladet.se/debatt/article20903727.ab. Läst 7 juli 2016.
7. ↑  Sveriges Radio (22 maj 2013). ”StreetGäris "Vi vill visa att vi inte står för våld!" - P5 STHLM”. Sveriges Radio. http://sverigesradio.se/sida/artikel.aspx?programid=2842&artikel=5542299. Läst 7 juli 2016.
8. ↑  Rouzbeh Djalaie. ”Olikheterna är StreetGäris styrka”. StockholmDirekt. http://www.stockholmdirekt.se/norra-sidan/olikheterna-ar-streetgaris-styrka/Dbbncg!XYFT8xqhj3ptkeY14QcT3g/. Läst 7 juli 2016.
9. ↑  Sara Hasbar (28 februari 2014). ”Streetgäris ger kvinnor styrka och inspiration”. Nyhetstidningen På lätt svenska. Arkiverad från originalet den 3 oktober 2016. https://web.archive.org/web/20161003181616/http://www.nyhetstidningen.nu/artikel/113540. Läst 7 juli 2016.
10. ↑  Linda Dahlin (25 november 2013). ”Streetgäris tar över fler hoods”. Lokaltidningen Mitt i Stockholm. Arkiverad från originalet den 13 oktober 2016. https://web.archive.org/web/20161013173131/http://sthlm.mitti.se/streetgaris-tar-over-fler-hoods/. Läst 7 juli 2016.
11. ↑  ”Kainats utvisning har stoppats”. Politism. Arkiverad från originalet den 12 augusti 2016. https://web.archive.org/web/20160812213233/http://www.politism.se/story/latkainatstanna/#post-9917. Läst 7 juli 2016.
12. ↑  Amanda Horne (19 maj 2014). ”Antigone i Husby vill fördjupa historieskrivningen”. SVT. http://www.svt.se/kultur/antigone-i-husby-vill-fordjupa-bevakningen. Läst 7 juli 2016.